# Loxoconcha bairdi
Loxoconcha bairdi är en kräftdjursart som beskrevs av Mueller 1894. Loxoconcha bairdi ingår i släktet Loxoconcha och familjen Loxoconchidae. Inga underarter finns listade i Catalogue of Life.